# Salah Sadaoui
 (avril 2025).
Motif : Une seule source pour la mort
- Archive Wikiwix
- Bing
- Cairn
- DuckDuckGo
- E. Universalis
- Gallica
- Google
- G. Books
- G. News
- G. Scholar
- Persée
- Qwant
- (zh) Baidu
- (ru) Yandex
- (wd) trouver des œuvres sur Wikidata

| 1. | Préciser le motif de la pose du bandeau. | Précisez le motif de la pose du bandeau en utilisant la syntaxe suivante : {{admissibilité à vérifier\|date=avril 2025\|motif=remplacez ce texte par le motif}}                    |
| 2. | Informer les utilisateurs concernés.     | Pensez à avertir le créateur de l'article, par exemple, en insérant le code ci-dessous sur sa page de discussion : {{subst:avertissement admissibilité à vérifier\|Salah Sadaoui}} |

Salah Sadaoui, ou Saadaoui, (en kabyle: Ṣalaḥ Ṣaḍawi, en tifinagh: ⵚⴰⵍⴰⵃ ⵚⴰⴹⴰⵡⵉ ) est un chanteur algérien d'expression kabyle né en 1936 à M'Chedallah dans la wilaya de Bouira en Kabylie et mort le 9 mai 2005 à Villiers-sur-Marne des suites d’une longue maladie.

## Biographie
Après le retour de son père parti en France, il passe son enfance à Alger, dans la Casbah. Très jeune, il entre dans la chorale de l’association L'Espérance sportive où il fait la connaissance du chef d'orchestre Amraoui Missoum qui deviendra le chef de file de la musique algérienne immigrée dans les années 1950 et 60. Sa passion pour la musique s’accentue avec la découverte de la musique égyptienne à travers, notamment, les comédies musicales de l’époque. Il participe à un groupe « la Rose blanche » avec des amis pour animer, chaque samedi, des galas dans les cafés maghrébins et des soirées à la Casbah.
En 1954, il émigre en France. Il arrive d'abord en Meurthe-et-Moselle, comme beaucoup de gens de Tamellaht, son village d'origine. Son frère Hamou qui l'accompagne ne s'adapte pas et se rend à Paris alors que Salah vient d'être embauché a la SNCF. Un mois après, Hamou l'invite à le rejoindre, Salah devient manœuvre en usine. Il anime des soirées dans les cafés nord-africains que fréquentent notamment les immigrés, avant de retrouver Amraoui Missoum qui l’intègre dans son orchestre comme batteur et choriste pour ses petits galas et soirées puis des enregistrements de disques. Il travaille à Radio Paris. Il rencontre Cherif Kheddam, Akli Yahiaten et Kamel Hamadi. Avec son frère Hamou, comédien et marionnettiste algérien, il participe à la tournée de la troupe artistique du FLN dans les pays de l’Est, qui a pour objectif de sensibiliser l’opinion à la cause des nationalistes algériens.
En 1962, il choisit de rester en France et commence sa carrière solo. Son principal sujet est la vie des immigrés en France, la douleur de l'exil et les désillusions. Il chante aussi bien en français, arabe algérien et surtout en kabyle, sa langue maternelle, des chansons maniant autant l'humour que la morale comme Tiercé, Soukarji (Alcoolique), Ya ouled el Ghorba (Chers enfants de l’exil) ou Alach François khir menni (Pourquoi François serait-il mieux que moi ?). Sadaoui joue au théâtre dans des sketchs avec Kaci Tizi Ouzou. En 1967, il participe au tournage de scopitones le mettant en scène et d'autres chanteurs maghrébins de l’exil, toujours dans les cafés nord-africains. Il célèbre aussi l'Algérie, par sa beauté, son peuple ou son accession à l'indépendance. En 1966, il est un des premiers membres de l'Académie Berbère.
Salah Sadaoui monte un cabaret: L’Oasis, dans le 11e arrondissement de Paris où il invite les vedettes algériennes comme Rabah Driassa ou Mohamed Lamari. El Ghalia, son épouse de 1963 à 1974, est aussi l’une de ses interprètes favorites.
Il fréquente Barbès et ses magasins de disque. Il crée sa maison d’édition discographique Sadaoui Phone. Il composa  pour d’autres artistes comme Meriem Abed et Samy Djazairi.
Au cours des années 1970, il écrit et chante des chansons dénonçant la dégradation de la vie des immigrés ou invitant à un retour au pays. Il ouvre une boutique, près de la Place de la Bataille-de-Stalingrad à Paris. Retiré de la scène, il participe à de nombreux galas aux côtés d'autres artistes kabyles comme Akli Yahyaten, Rabah Taleb.
Il meurt le 9 mai 2005 à Villiers-sur-Marne et est enterré à Alger.

## Discographie
- Yecreq yiṭij
- A Rebbi ketch d lqawi
- A 'ammi Sliman
- a'yit, mellit
- Ya bent bladi
- Dak khouya
- Zzman
- Ḥebbit netzewwej weḥdi
- Nadem